# Groupe des surréalistes de Tchécoslovaquie
Le Groupe des surréalistes en Tchécoslovaquie (en tchèque : Skupina surrealistů v ČSR, souvent désigné comme le groupe surréaliste) est un groupement de personnalités du monde littéraire et artistique de Tchécoslovaquie et principalement de Prague.
Le groupe a été fondé le 21 mars 1934 par Toyen, Jindřich Štyrský et Vítězslav Nezval avec des objectifs quelque peu dérivés du mouvement surréaliste, suivant principalement le second Manifeste du surréalisme d'André Breton datant de 1929, mais en développant sa propre spécificité. En peu de temps, il a réussi à établir le contact avec d'autres groupes similaires à l'étranger et à devenir un groupe de premier plan du surréalisme. L'activité surréaliste tchèque n'a pas cessé d'exister en dépit des bouleversements politiques qui l'ont longtemps contrainte à l'activité clandestine et un groupe surréaliste tchèque, structuré autour de la revue Analogon (cs), existe toujours en 2019.

## Principaux membres

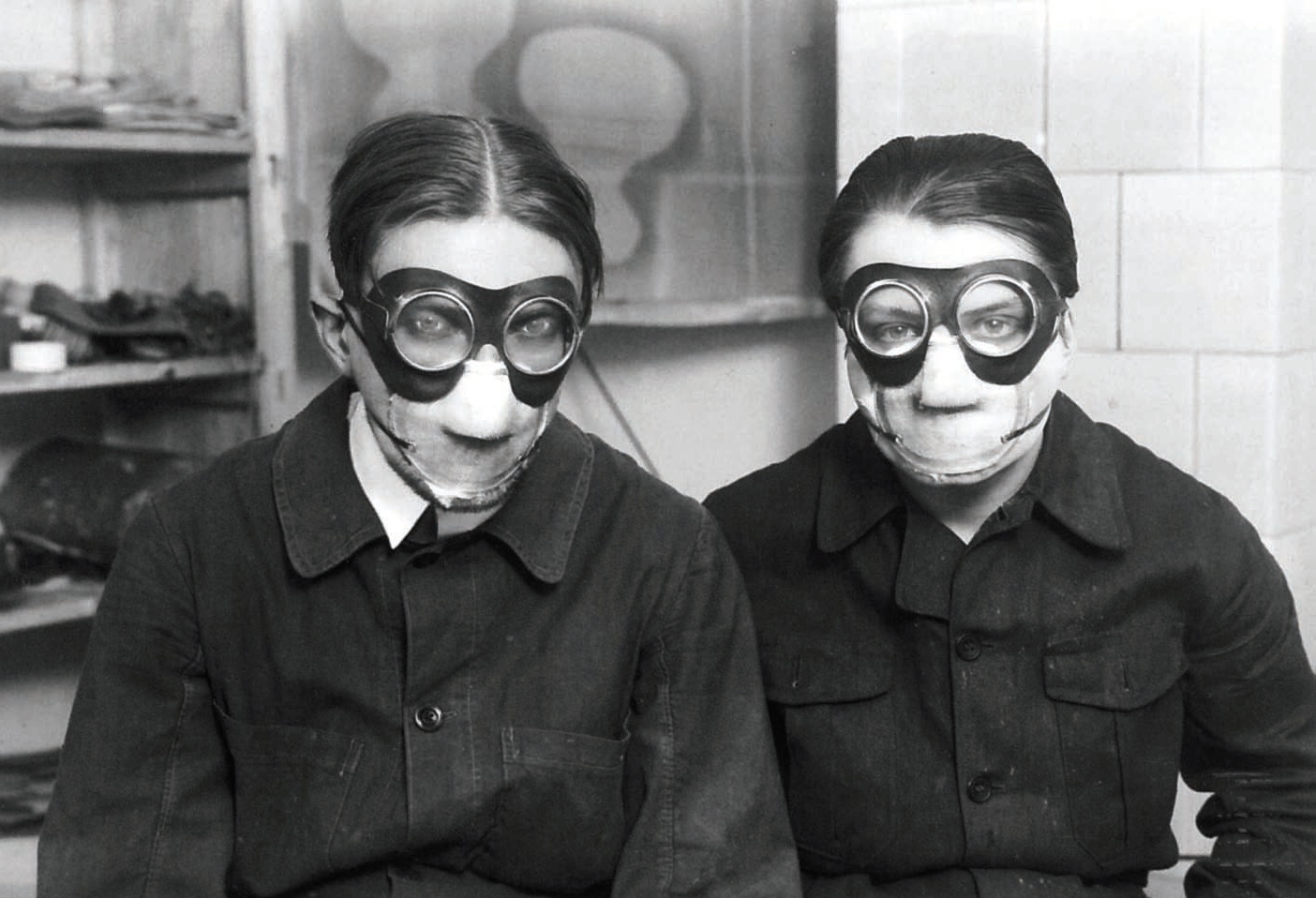
Deux des fondateurs du groupe, Jindřich Štyrský et Toyen, avant 1929.

### Fondateurs
- Jindřich Štyrský
- Toyen
- Vítězslav Nezval

### Autres animateurs
- Karel Teige
- Konstantin Biebl
- Jindřich Honzl

### Participants
| - Bohuslav Brouk - Jaroslav Ježek - Vincenc Makovský - Imre Forbath - Katy King - Josef Kunstadt - Jindřich Heisler - Záviš Kalandra Slovaquie : - Albert Marenčin - Karol Baron - Juraj Mojžíš | Génération des années 1940 et après la guerre : - Zbyněk Havlíček, - Rudolf Altschul, - František Jůzek, - Robert Kalivoda, - Vratislav Effenberger, - Karel Hynek, - Václav Tikal, - Mikuláš Medek, - Emila Medková, - Josef Istler, - Libor Fára, - Ludvík Šváb, - Zdeněk Lorenc , | Génération des années 1950 et 1960 : - Petr Král, - Stanislav Dvorský, - Věra Linhartová, - Milan Nápravník, - Prokop Voskovec, - Alois Nožička, - Roman Erben, - Jaroslav Hrstka, - Ivana Spanlangová - Karel Šebek, - Ivan Sviták, - Ivo Medek - Kopaninský, - Pavel Řezníček | Après 1969 : - Andrew Lass, - Martin Stejskal, - Jan Švankmajer, - Eva Švankmajerová, - Alena Nádvorníková, - František Dryje, - Jiří Koubek, - Josef Janda, - Ivo Purš, - Jan Gabriel, - Roman Telerovský, - Ivan Horáček |
| | | | |
| | | | |

## Histoire
Bien que le premier groupe surréaliste n’ait été fondé, à Prague, qu’en 1934, sa naissance s’y prépare en réalité depuis longtemps: le poétisme tchèque, né la même année que le Surréalisme (1924), présente déjà de nombreuses affinités avec ce dernier, si bien que les activités du groupe surréaliste peuvent apparaître comme son prolongement direct ( Karel Teige ). La plupart des membres du groupe ont d’ailleurs adhéré également au programme poétiste; ainsi – outre les principaux animateurs Nezval et Teige, le poète Konstantin Biebl, les peintres Štyrský et Toyen, le metteur en scène Honzl (Bohuslav Brouk, le sculpteur Makovský et le compositeur Ježek sont également membres du groupe). Dès le début, le Surréalisme en Tchécoslovaquie se distingue par l’étendue de son champ d’investigation, incluant, en plus de la peinture et de l’écriture, le théâtre (Honzl : Trésor des jésuites, 1935), la photographie (Štyrský), la psychologie et la psychanalyse (Brouk). Un échange fructueux, de plus, s’esquisse entre les surréalistes et les structuralistes pragois (Jan Mukařovský). Si les activités créatrices du groupe ont pour axe thématique l’irrationalité concrète de l’objet, ses interventions politiques varient selon les circonstances: tantôt il organise des discussions publiques où il confronte ses opinions avec celles des intellectuels officiels du P.C., tantôt il s’attaque directement à la société bourgeoise et à sa culture (Ani labut’ ani luna, «Ni cygne ni lune», recueil polémique consacré à K. H. Mácha). Même les discussions avec les communistes, il est vrai, ne manquent pas de déboucher sur un conflit ouvert: l’attitude antistalinien¬ne des surréalistes, entraînant leur rupture avec Nezval, a pour conséquence une polémique publique qui met définitivement fin à tout espoir d’une coexistence vivable avec les «révolutionnaires» officiels. L’influence artistique du Surréalisme ne cesse en même temps de s’étendre, en particulier dans le domaine de la peinture.
La guerre apporte d’autres changements : si, à sa suite, le groupe originel ne fait plus que se survivre (après la mort de Štyrský et la défection de Biebl et de Honzl), du sang nouveau vient au Surréalisme tchèque de la jeune génération, formant sous l’occupation plusieurs groupes clandestins («Ra», les «surréalistes de Spořilov»). L’exposition «Le Surréalisme international», tenue en 1947 à Prague, sera toutefois pour longtemps la dernière grande manifestation publique du mouvement. Après le coup d’Etat communiste de 1948, seul un petit groupe de poètes et de peintres reste en activité à Prague, rassemblé autour du «dernier Mohican» du groupe d’avant guerre, Karel Teige: les poètes Vratislav Effenberger et Karel Hynek, les «plasticiens» Josef Istler, Emila Medkovâ, Mikuláš Medek, Václav Tikal. Malgré les conditions semiclandestines où il est condamné à travailler, ce noyau réussira à maintenir la continuité du mouvement, au-delà de la mort de Teige (1951) et de Hynek (1953), à travers les années 1950 et 1960, où d’autres auteurs, il est vrai, viendront successivement le rejoindre: les poètes Stanislav Dvorský, Zbyněk Havliček, Zdena Holubová-Tominová (née en 1941), Petr Král, Věra Linhartová (née en 1938), Milan Nápravnik, Prokop Voskovec, les peintres et collagistes Roman Erben, Jaroslav Hrstka (né en 1938) et Ivana Spanlangová (née en 1940), le photographe Alois Nožicka, le psychiatre Ludvík Šváb (né en 1924). Sur le plan de la création comme sur celui de la théorie, les activités de ce groupe – le seul au monde qui ait franchi l’épreuve stalinienne – constituent une contribution fondamentale au Surréalisme d’après-guerre; à travers, notamment, les commentaires théoriques de Vratislav Effenberger, les poèmes, les scénarios et les pièces de théâtre du même ou de Stanislav Dvorský, les tableaux de Mikuláš Medek et les photos de Emila Medková et d'Alois Nožicka se dessine un prolongement du surréalisme qui en est également une critique interne, et une accommodation aux bouleversements psychiques et sociaux consécutifs à la Seconde Guerre mondiale. Dans l’ensemble de ses activités, le groupe développe pleinement ce qui constitue l’apport le plus spécifique — en même temps que le plus précieux — de tout le surréalisme tchèque : humour, esprit critique, sens du réel, valeurs dont l’essor est favorisé par l’oppression même à laquelle les surréalistes doivent faire face.
Au début des années 1960, après une longue période où il n’avait pour tribune que des albums de travail manuscrits (Signes du zodiaque, 1951; Objet 1-5, 1953-1962), le groupe commence à réapparaître occasionnellement devant le public (soirées de lecture et de conférences au « Mánes » pragois, 1963-1965) ; c’est à la même époque qu’il adopte la désignation UDS, avant de l’échanger à nouveau contre celle de « groupe surréaliste ». Inauguré en 1966, à Prague, par l’exposition collective Symboles de la monstruosité, l’apogée de cette période de désoccultation sera marqué notamment par la reprise des contacts avec le groupe de Paris (1967), l’organisation d’une exposition de celui-ci (Principe de plaisir, 1968) à Prague, Brno et Bratislava, la sortie de plusieurs publications surréalistes (dont la revue Analogon et le recueil Surrealistické vychodisko, 1969) et, naturellement, par la participation des membres du groupe au «processus de libéralisation» qui agite la Tchécoslovaquie de 1968. 
Depuis l’invasion russe qui le condamne de nouveau à l’isolement, le groupe pragois se consacre notamment à un examen expérimental de la «phénoménologie de l’imagination» dont il donne quelques aperçus à travers les publications du groupe B.L.S., de Paris. A côté d’anciens membres comme Vratislav Effenberger, Emila Medková ou Ludvík Šváb, on trouve actuellement dans ses rangs, après une crise parallèle à celle qui fit éclater le groupe parisien, plusieurs nouveaux venus dont surtout quatre peintres, Martin Stejskal, Jan Švankmajer, Eva Švankmajerová et Alena Nádvorníková.
Aussi les quelques Slovaques, poète et théoricien Albert Marenčin, Juraj Mojžiš et peintre Karol Baron. La groupe tchèque et slovaque existe toujours avec quelques nouveaux membres (poètes František Dryje, Jiří Koubek, Josef Janda, Ivo Purš, peintres Katka Piňosová, Přemysl Martinec, psychanalyste Roman Telerovský et autres),,,,.